# William Alexander (generale)
William Alexander (New York, 1726 – Albany, 1783) è stato un generale statunitense.
Era conosciuto anche con il titolo di Lord Stirling.

## Biografia
Era figlio di un immigrato scozzese, James Alexander che nel 1716 partì dal suo paese natio per l'America dove divenne un famoso avvocato, e di Mary Alexander, una mercante.
Nel 1747 sposò Sarah Livingston la figlia di Philip Livingston (1686-1749) e sorella del governatore William Livingston. La coppia ebbe poi due figli, una di loro, Mary Alexander, sposò Robert Watts di New York. Suo nipote fu William Alexander Duer.

### La carriera militare
(Charles Cornwallis descrive metaforicamente l'operato di William Alexander )
Durante gli anni della guerra franco-indiana servì la British Army come aiutante di campo. In seguito prestò soccorso al suo mentore, il governatore del Massachusetts, William Shirley dopo la battaglia di Fort Oswego.
Con lo scoppio della guerra d'indipendenza americana si schierò contro la Gran Bretagna, e per 7 anni (dal 1776 al 1783) prestò servizio presso il Continental Army (l'esercito continentale americano), arrivando al grado di maggior generale. Inizialmente colonnello della milizia a marzo 1776 divenne brigadiere generale e fu uno dei comandanti rivoluzionari in molte battaglie, fra cui la battaglia di Long Island (dove combatté al fianco del generale John Sullivan), la battaglia di Trenton, la battaglia di Brandywine, la battaglia di Germantown e la battaglia di Monmouth.

### Il conte Stirling
Il conte di Stirling era un titolo nella Paria di Scozia creato il 14 giugno 1633, dopo la morte del 5º conte avvenuta nel 1739, il titolo era stato sospeso. Ma William vantando antiche discendenze pretese di essere nominato anch'egli conte di Stirling, la Camera dei lord senza prove certe non avallò tale richiesta, ma William continuò a proclamarsi conte, tornando nel 1761 negli USA.

### Altri incarichi
Lord Stirling è stato membro del consiglio provinciale di New Jersey ed è stato anche uno dei fondatori del King's College (in seguito Columbia University) di cui fu il primo rettore.

### Amicizie
Era un grande amico e confidente di George Washington, lo invitava spesso nella sua grande tenuta costruita a Basking Ridge costata molti soldi e per racimolare la cifra necessaria dovette vendere l'altra proprietà a New York.